# 德國啟蒙運動美學
德國啟蒙運動美學主要侷限在文化思想領域，不像法國那麼激進，他們的思想帶有抽象思辯性質，脫離實際，具有嚮往古希臘文化的色調，美學作為獨立一門學科是在這時期產生的。

## 代表思想家
- 鮑姆加敦
- 溫克爾曼
- 萊辛
- 赫爾德